# Olga Poliakoff
Olga Poliakoff Llopis (València, 1921 - València, 13 de desembre de 2006) fou una ballarina valenciana.

## Biografia
Era filla de Vladimir Poliakoff, un comerciant de pells i marroquineria ucraïnés, i de Vicenta Llopis, d'Alberic, que s'havien conegut a París. Allí visqué Olga la seua infància, i començà d'estudiar la dansa als vuit anys; un dels seus professors fou el famós Serge Lifar. Debutà com a Petit Rat, el ballet infantil de l'Òpera de París dirigit per Maurice Lehmann, i actuà també en altres teatres parisencs: el Châtelet, el de la Porte-Saint-Martin i la Comédie-Française. Quan esclatà la guerra civil a Espanya, estava de vacances a València amb la seua família, i no pogueren tornar a França. En acabar la guerra, ja establerta a Espanya, Olga continuà la seua formació a Barcelona amb Joan Magriñà, director del Gran Teatre del Liceu. Amb el cèlebre ballarí rus Sacha Goudine interpretà alguns ballets com a primera ballarina, i posteriorment realitzà les seues primeres coreografies i participà en curtmetratges de contingut documental i folclòric. El 1946 es casà i es traslladà a la Guinea Espanyola, on treballava el seu marit com a caçador professional i organitzador de safaris. Tingueren cinc fills, tres dels quals moriren de pocs anys. Els altres dos, Olga i David, seguiren durant molts anys els seus passos en el món del ballet. El 1959 obrí a València, en el carrer de Salamanca, una escola de dansa que fou pionera a Espanya en aquesta disciplina, i poc després es traslladà a un local més ampli del carrer Comte Altea. Cada any organitzava un festival de fi de curs al Teatre Principal, contribuint així a la difusió d'un art llavors minoritari en la societat valenciana. Alguns dels seus alumnes que després serien ballarins professionals prestigiosos foren Carmen Roche, Antonio Díaz Zamora, Dora Ruíz i Lindsay Kemp. El 1964 fou elegida presidenta de l'Associació de Mestres de Ball de València, i el 2000, quan es jubilà amb 79 anys, li fou atorgat el premi a les Arts Escèniques de la Generalitat en reconeixement de la seua trajectòria artística.